# فرودگاه پوندوک کیب
 فرودگاه پوندوک کیب (به انگلیسی: Pondok Cabe Airport) (به زبان بومی: Bandar Udara Pondok Cabe) یک فرودگاه نظامی با کد یاتا PCB است . این فرودگاه در کشور اندونزی قرار دارد و در ارتفاع ۹ متری از سطح دریا واقع شده است.